# Hellas Chaos
Im Hellas-Einschlagsbecken, das mit einer Größe von 2200 Kilometern mal 1600 Kilometern und stellenweise mehr als acht Kilometern Tiefe die größte Einschlagsstruktur auf dem Mars ist, findet man eine Vielzahl sogenannter periglazialer Geländeformen: Gebiete, die durch Frost geprägt sind. Im südlichen Teil des Hellas-Einschlagsbeckens befindet sich das sogenannte chaotische Gebiet Hellas Chaos. Solche Regionen werden deshalb als chaotisch bezeichnet, weil sie extrem zerklüftete, von der Erosion geprägte Oberflächen aufweisen, in denen einzelne Tafelberge, Felsblöcke und Hügel eine wirre Struktur von Restbergen in chaotischer Anordnung bilden. Hellas Chaos erstreckt sich etwa 200 Kilometer in nordsüdlicher und 500 Kilometer in ostwestlicher Richtung.